# روز ميرفي
روز ميرفي (بالإنجليزية: Rose Murphy)‏ هي عازفة بيانو وموسيقية ومغنية أمريكية، ولدت في 28 أبريل 1913 في زينيا في الولايات المتحدة، وتوفيت في 16 نوفمبر 1989 في نيويورك في الولايات المتحدة.

## وصلات خارجية
- روز ميرفي على موقع IMDb (الإنجليزية)
- روز ميرفي على موقع ميوزك برينز (الإنجليزية)
- روز ميرفي على موقع أول ميوزيك (الإنجليزية)
- روز ميرفي على موقع ديسكوغز (الإنجليزية)
- روز ميرفي على موقع قاعدة بيانات الفيلم (الإنجليزية)